# Smalbladet kæruld
Smalbladet kæruld (Eriophorum angustifolium) er en 15-60 cm høj halvgræs, der vokser i højmoser, heder, væld, hængesække og våde enge.

## Beskrivelse
Smalbladet kæruld er en flerårig, urteagtig plante med krybende jordstængel, og 1-4 cm brede flade blade, der har et v-formet tværsnit og er trekantede yderst. Bladene er linjeformede med parallelle ribber og hel eller fint takket rand. Begge bladsider er græsgrønne. 
Blomstringen finder sted i april-maj i Danmark. Blomsterstanden består af 3-5 mangeblomstrede aks. De enkelte blomster er 3-tallige og uregelmæssige, idet blosterbladene er omdannet til spinkle, hvide hår. De vokser efterhånden videre og bliver til lange uldhår, der er hæftet til frøene.
Rodsystemet består af en krybende jordstængel og et trævlet rodnet.
Højde x bredde og årlig tilvækst: 0,30 x 0,30 (30 x 30 cm/år), heri dog ikke medregnet plantedele, som er dannet ud fra udløbere.

## Udbredelse
Smalbladet kæruld har en cirkumpolar- og boreal udbredelse, dvs. at den findes i de tempererede og arktiske dele af Asien, Nordamerika, inkl. Grønland, og Europa. 
I Danmark er den kendt fra hele landet, men almindelig i Midt- og Vestjylland. Nær Ålling Nordre Plantage i Varde Kommune vokser arten i et ekstremfattigkær sammen med bl.a. benbræk, tranebær, mosepors, rundbladet soldug og tuekæruld

## Habitat
Den er knyttet til kalk- og næringsfattige klitter, heder, moser, enge og sumpskove, og den kan findes ved bredden af næringsfattige søer, f.eks. i hængesæk. Arten foretrækker de våde høljer i højmoser - modsat tuekæruld, der især findes oppe på de mere tørre tuer.

| Portal | Portal:Botanik |